# ويل مكارثي
ويل مكارثي (بالإنجليزية: Wil McCarthy)‏ (16 سبتمبر 1966، برينستون في الولايات المتحدة)؛ روائي أمريكي.

## روابط خارجية
- ويل مكارثي على موقع IMDb (الإنجليزية)
- ويل مكارثي على موقع قاعدة بيانات الفيلم (الإنجليزية)